# Matevž Kaiser
Matevž Kaiser (ur. 12 września 1989 w Mariborze) – słoweński wioślarz.

## Osiągnięcia
- Mistrzostwa Świata Juniorów – Amsterdam 2006 – czwórka podwójna – 6. miejsce[1].
- Mistrzostwa Świata Juniorów – Pekin 2007 – czwórka podwójna – 2. miejsce[1].
- Mistrzostwa Świata U-23 – Račice 2009 – dwójka bez sternika – 10. miejsce[1].
- Mistrzostwa Europy – Brześć 2009 – czwórka bez sternika – 8. miejsce[1].